# Oques Grasses
Gli Oques Grasses sono un gruppo musicale catalano formatosi a Roda de Ter nel 2010.

## Storia del gruppo
Josep Montero, che inizialmente suonava la batteria nel gruppo Nothimatis, decide di intraprendere un nuovo percorso da solista, iniziando a comporre come cantante e chitarrista. Dopo una serie di concerti in solitaria, incontra il batterista e percussionista Miquel Portet ed il chitarrista Arnau Tordera. Alla fine dell'estate del 2010, i tre si uniscono per formare il gruppo Oques Grasses. Il nome del gruppo deriva da un soprannome affibbiato a Josep Montero da un suo ex collega, quando questi lavorava come elettricista. Tale soprannome, "Josep Montero de les Oques Grasses", è anche il nome originale della band, sostituito in seguito dallo stesso Montero, il quale non voleva che il suo nome comparisse in quello del gruppo.

## Carriera
Il gruppo ha raggiunto il grande pubblico con la pubblicazione del loro primo album autoprodotto e autopubblicato Un dia no sé com nel 2012. Il disco è stato messo a disposizione gratuitamente nel sito web ufficiale del gruppo. Hanno presentato ufficialmente l'album con un concerto il 16 marzo 2013 presso la Sala Moscou di Torelló. Nel 2014 è stato pubblicato il secondo album, Digue-n'hi com vulguis, dall'etichetta discografica Chesapik. Grazie a questo album, il gruppo ha vinto il Premio Enderrock come gruppo rivelazione nel 2014. Anche questo album è stato presentato alla Sala Moscou di Torelló.
In seguito, hanno intrapreso un tour per presentare le loro nuove canzoni, che si è concluso a Barcellona, ottenendo un grande successo in termini di affluenza. Hanno anche suonato al SummerFest di Milwaukee il 26 giugno e al SummerStage Festival a Central Park, New York, il 28 giugno 2014. Inoltre, la loro canzone Així és el teu Nadal è stata scelta come colonna sonora del periodo natalizio di TV3 e Catalunya Ràdio nello stesso anno.
Nel loro secondo album, il gruppo ha realizzato un videoclip per tutte le canzoni, poiché, secondo loro, "tutte le canzoni sono importanti, non solo una". Inoltre, nonostante siano in vendita, le canzoni del gruppo sono state messe a disposizione gratuitamente sul loro sito web. Il 26 marzo 2015 hanno ricevuto il premio Enderrock come miglior videoclip per il singolo Sexy.
Nel 2016 viene pubblicato il terzo album, You poni, presentato alla Sala Salamandra il 30 aprile. È stato prodotto da Marc Parrot ed è stato pubblicato da Beverly Hills Records. Il 22 aprile 2016 è stato pubblicato gratuitamente sul loro sito web.
L'8 febbraio 2019 è uscito il quarto album in studio Fans del sol, pubblicato da Halley Records. Il disco presenta una miscela eclettica di diversi ritmi e sonorità: dal funk, alla dance, al pop alternativo e all'hip-hop. Il disco è entrato nella classifica degli album più venduti in Spagna, raggiungendone la 43ª posizione ed è stato certificato disco d'oro dalla PROMUSICAE. Nel 2020 sono stati premiati ai Premis Enderrock per il miglior album pop-rock e come miglior artista.
Nel 2021 hanno previsto di presentare il loro quinto album, intitolato A tope amb la vida, del quale il 30 aprile hanno anticipato il singolo Bye bye. Il disco ha debuttato al 4º posto nella classifica degli album più venduti in Spagna.
Il 28 gennaio 2023, il gruppo si è esibito al Palau Sant Jordi di Barcellona, ottenendo un sold out con la capienza massima di 18.400 spettatori. Questo li ha consacrati come l'unico gruppo in lingua catalana nato nel XXI secolo a esaurire il Palau Sant Jordi. Nonostante le voci di scioglimento del gruppo, durante il concerto hanno annunciato che avrebbero intrapreso una pausa nel 2023 per pubblicare un nuovo album l'anno successivo.
L'11 aprile 2024 è uscito il sesto album in studio del gruppo, intitolato Fruit del deliri, anticipato dal singolo Com està el pati. L'album ha debuttato in terza posizione nella classifica settimanale degli album spagnoli.

## Formazione
- Josep Montero – voce, chitarra
- Arnau Altimir – batteria
- Josep Valldeneu – sassofono
- Miquel Biarnés – trombone
- Miquel Rojo – tromba
- Guillem Realp – basso
- Joan Borràs – tastiere

## Discografia

### Album in studio
- 2012 – Un dia no sé com
- 2014 – Digue-n'hi com vulguis
- 2016 – You poni
- 2019 – Fans del sol
- 2021 – A tope amb la vida
- 2024 – Fruit del deliri

### Singoli
Come artista principale
- 2019 – In the Night
- 2019 – Torno a ser jo
- 2019 – Sta guai
- 2021 – Bye Bye
- 2024 – Com està el pati

Come artista ospite
- 2019 – Ítaca (Cultura i acció a l'Empordà)
- 2020 – The Bright Side (Stay Homas feat. Oques Grasses)

## Riconoscimenti
Enderrock Awards
- 2014 – Miglior gruppo rivelazione
- 2015 – Miglior videoclip (Sexy)
- 2017 – Miglior disco pop rock (You poni)
- 2020 – Miglior disco pop rock (Fans del sol)
- 2020 – Miglior artista
- 2020 – Miglior artista dell'anno
- 2021 – Miglior canzone pop rock (The Bright Side (Stay Homas feat. Oques Grasses))
- 2022 – Miglior disco pop rock (A tope amb la vida)
- 2022 – Miglior canzone pop rock (La gent que estimo (feat. Rita Payés))
- 2023 – Miglior artista dell'anno
- 2023 – Miglior live